# زينالو (شاهين دج)
زينالو هي قرية في مقاطعة شاهين دج، إيران. عدد سكان هذه القرية هو 142 في سنة 2006.